# Ectropis anisoides
Ectropis anisoides är en fjärilsart som beskrevs av Claude Herbulot 1981. Ectropis anisoides ingår i släktet Ectropis och familjen mätare. Inga underarter finns listade i Catalogue of Life.